# Synagoge Levetzowstraße

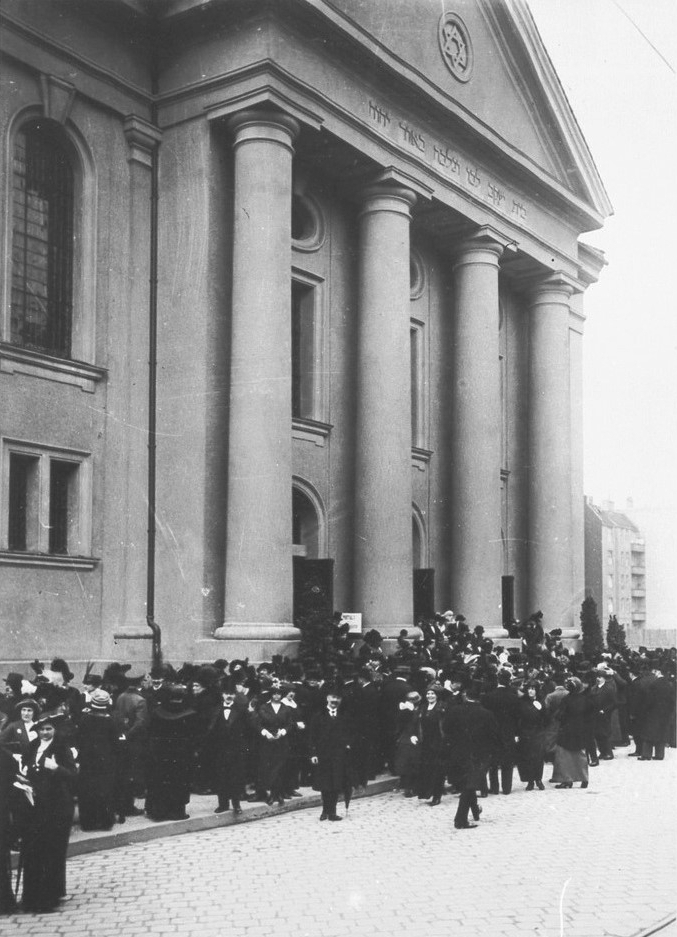
Gemeinde und Ehrengäste beim Verlassen der Synagoge nach dem Einweihungsgottesdienst am 7. April 1914

Die Synagoge Levetzowstraße (auch: Synagoge Tiergarten) war eine Synagoge der Jüdischen Gemeinde zu Berlin, im Bereich des heutigen Ortsteils Moabit im damaligen Bezirk Tiergarten. Die 1914 eingeweihte Synagoge stand in der Levetzowstraße 7/8. Sie wurde während der Novemberpogrome 1938 beschädigt und war von 1941 bis 1942 Sammelstelle für Deportationen. Im Jahr 1955 wurde das Gebäude abgerissen, eine Gedenktafel und ein künstlerisch umgestalteter Eisenbahnwaggon direkt an der Straße erinnern inzwischen an das Schicksal der von hier deportierten Menschen.

## Geschichte
Aufgrund der wachsenden Bevölkerungszahl um die Wende zum 20. Jahrhundert entschloss sich die Jüdische Gemeinde zu Berlin, mehrere Synagogen errichten zu lassen. So entstanden die Liberale Hinterhofsynagoge in der Lützowstraße (1898 eingeweiht), die Synagoge Rykestraße (eingeweiht 1904), die Synagoge Pestalozzistraße (1912 eingeweiht als Privatsynagoge, ab 1915 offizielle Synagoge der jüdischen Gemeinde), die Synagoge Fasanenstraße (eingeweiht 1912) und schließlich die Synagoge in der Levetzowstraße.

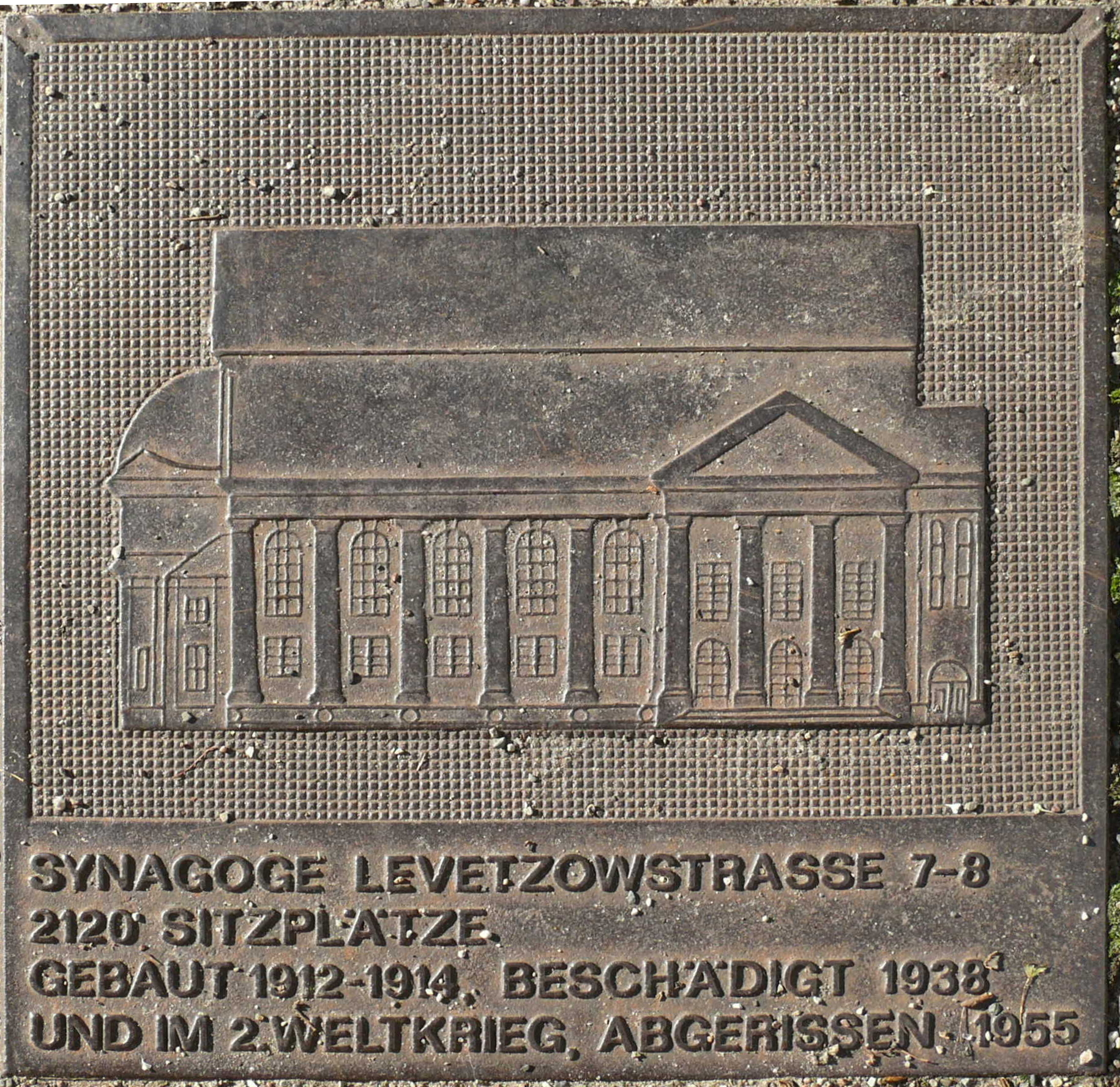
Relief der Synagoge

Die Synagoge Levetzowstraße entstand nach Plänen des Architekten Johann Hoeniger, ab 1881 Gemeindebaumeister der Jüdischen Gemeinde, der bereits für den Synagogenbau in der Rykestraße und der Fasanenstraße verantwortlich gewesen ist. Er starb 1913 noch vor Vollendung des Baus. Die Planungsphase war geprägt durch die für Berlin typischen Auseinandersetzungen zwischen Liberalen und Orthodoxen. Schließlich setzten sich die Liberalen in der Gemeinde durch. Die neue Synagoge wurde am 7. April 1914 eingeweiht und entwickelte sich schnell zum Anlaufpunkt für die wachsende jüdische Bevölkerung in Moabit und im angrenzenden Hansaviertel. An die Synagoge schlossen sich ein Gemeindezentrum mit einer Religionsschule sowie einige Gemeindewohnungen an. Endgültig fertiggestellt wurde der Gebäudekomplex erst 1919. Die Synagoge war mit Wohnhaus und Schulgebäude und ihren 2120 Sitzplätzen eines der größten Gotteshäuser der Stadt. Bis zum Oktober 1941 wurden hier Gottesdienste abgehalten. Rabbiner war Julius Lewkowitz (1876–1943), deportiert und in Auschwitz ermordet. An ihn erinnert ein Stolperstein in der Jagowstraße 38.
Während der Novemberpogrome 1938 wurde die Synagoge in der Levetzowstraße geringfügig beschädigt, konnte aber weiter für Gottesdienste und die Gemeindearbeit genutzt werden.

### 1941–1943 Sammellager für Deportationen
Im Oktober 1941 unterrichtete die Gestapo-Leitstelle vom Judenreferat den Vorstand der Jüdischen Gemeinde über den bevorstehenden Beginn der Deportationen und wies ihn an, die Synagoge zum Sammellager für etwa 1000 Insassen umzugestalten. Im Hauptraum wurden hierzu die Bestuhlung entfernt und der Boden mit Stroh ausgestreut, um als Nachtlager dienen zu können. Die Gestapo tarnte die ersten Transporte als Wohnungsräumaktion; entsprechend bezeichnete sie die Synagoge in der Levetzowstraße gegenüber der Jüdischen Gemeinde zunächst als Notunterkunft und nicht als Sammellager. Die Synagoge wurde wahrscheinlich ausgewählt, weil sie nur wenig beschädigt war und Platz für rund 2000 Personen bot.

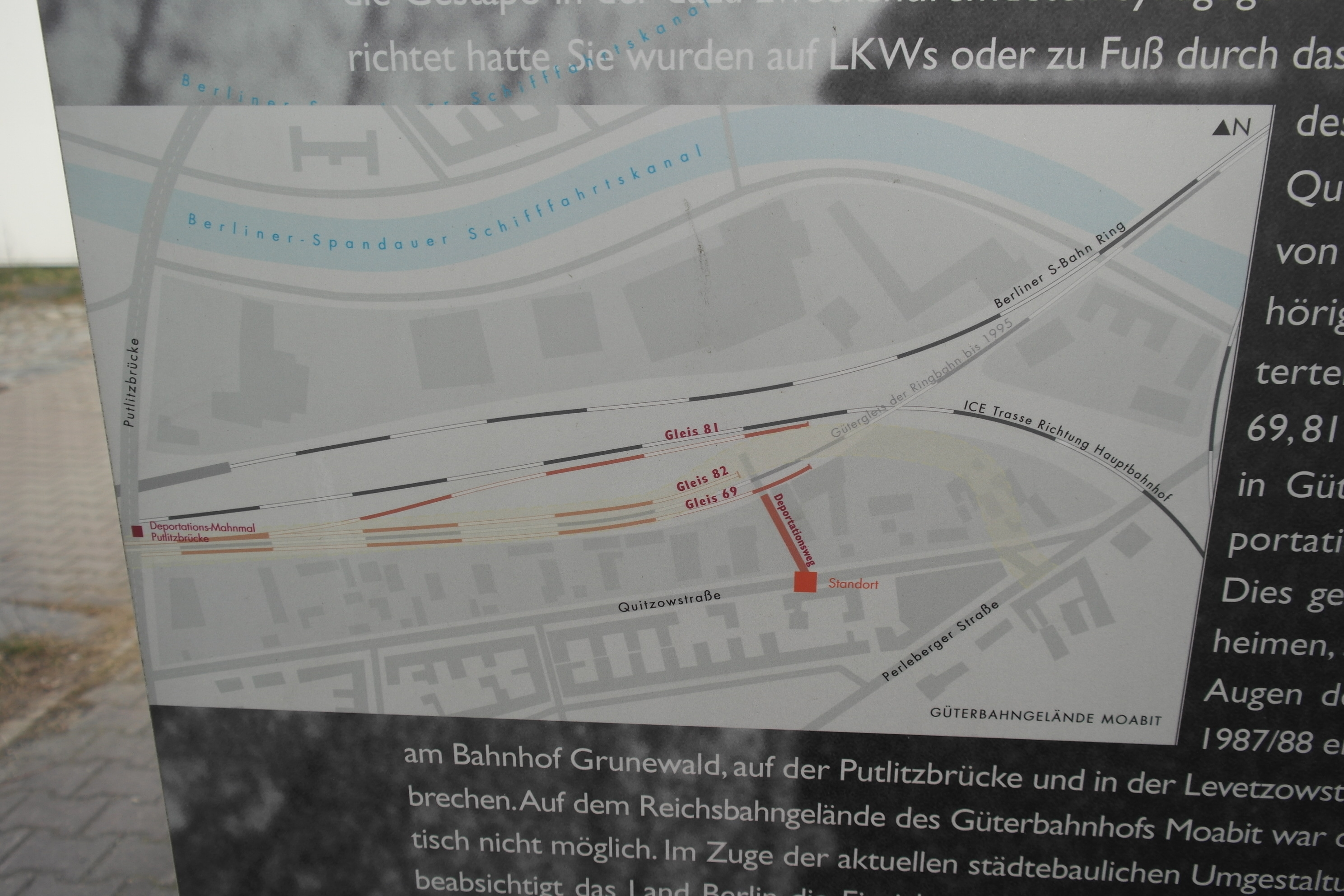
Lageplan am Deportationsweg im östlichen Güterbahnhofsteil Moabit

Im Hinblick auf einen reibungslosen Ablauf der Deportationen wurden die Mitarbeiter der Jüdischen Gemeinde gezwungen, die Transportlisten zusammenzustellen und den Gefangenen in der Sammelstelle bei der Aufnahme der Vermögensverhältnisse und dem Ausfüllen der Formulare zu helfen. Zudem oblag die Versorgung und Betreuung der zur Deportation vorgesehenen Menschen allein der Jüdischen Gemeinde.
Vom ersten Osttransport am 18. Oktober 1941 bis zum 22. Osttransport am 26. Oktober 1942 erfolgte hier die Zusammenstellung der Transporte von Berliner Juden in die Ghettos in Theresienstadt, im besetzten Polen und in der Sowjetunion. Die Opfer wurden von Polizisten der Gestapo-Leitstelle und der Kriminalpolizei in die Synagoge gebracht und nach ein paar Tagen Aufenthalt über den Bahnhof Grunewald bzw. den Güterbahnhof Moabit mit Zügen zu den Zielorten gefahren. Da zwischen den einzelnen Transporten oft große Zeiträume lagen, diente das Gebäude in der Levetzowstraße nicht durchgängig als Sammellager. Einen permanenten Lagerleiter der Gestapo (wie später etwa in der Großen Hamburger Straße) gab es hier ebenso wenig wie eine ständige jüdische Organisation zur Betreuung der Gefangenen; gleichwohl hatten Mitarbeiter der Jüdischen Gemeinde als Ordner die Opfer zu betreuen und sie beim Tragen ihres Gepäcks zu unterstützen.
Das Sammellager in der Synagoge Levetzowstraße wurde bis zum Herbst 1942 genutzt und anschließend durch das Sammellager im geräumten Altersheim der Jüdischen Gemeinde in der Großen Hamburger Straße 26 ersetzt. Im Rahmen der Fabrikaktion diente die Synagoge dann vom 2. März bis zum 12. März 1943 ein weiteres Mal als Sammellager, bezeichnet als Lager II. Laut Aktenlage erlebten etwa 20.000 Menschen ihre letzten Nächte in Berlin in diesem Sammellager.

### Nach 1945
Bei den alliierten Luftangriffen auf Berlin wurde die Synagoge weiter beschädigt und im Jahr 1955 schließlich abgerissen. Das Land Berlin kaufte das Grundstück 1956 von der Rechtsnachfolgerin auf und ließ einen Kinderspielplatz auf dem ehemaligen Synagogengelände errichten. An der Levetzow- Ecke Jagowstraße wurde 1960 eine Gedenktafel angebracht, die an das Leid der jüdischen Menschen erinnert, die von hier in den Tod deportiert wurden.

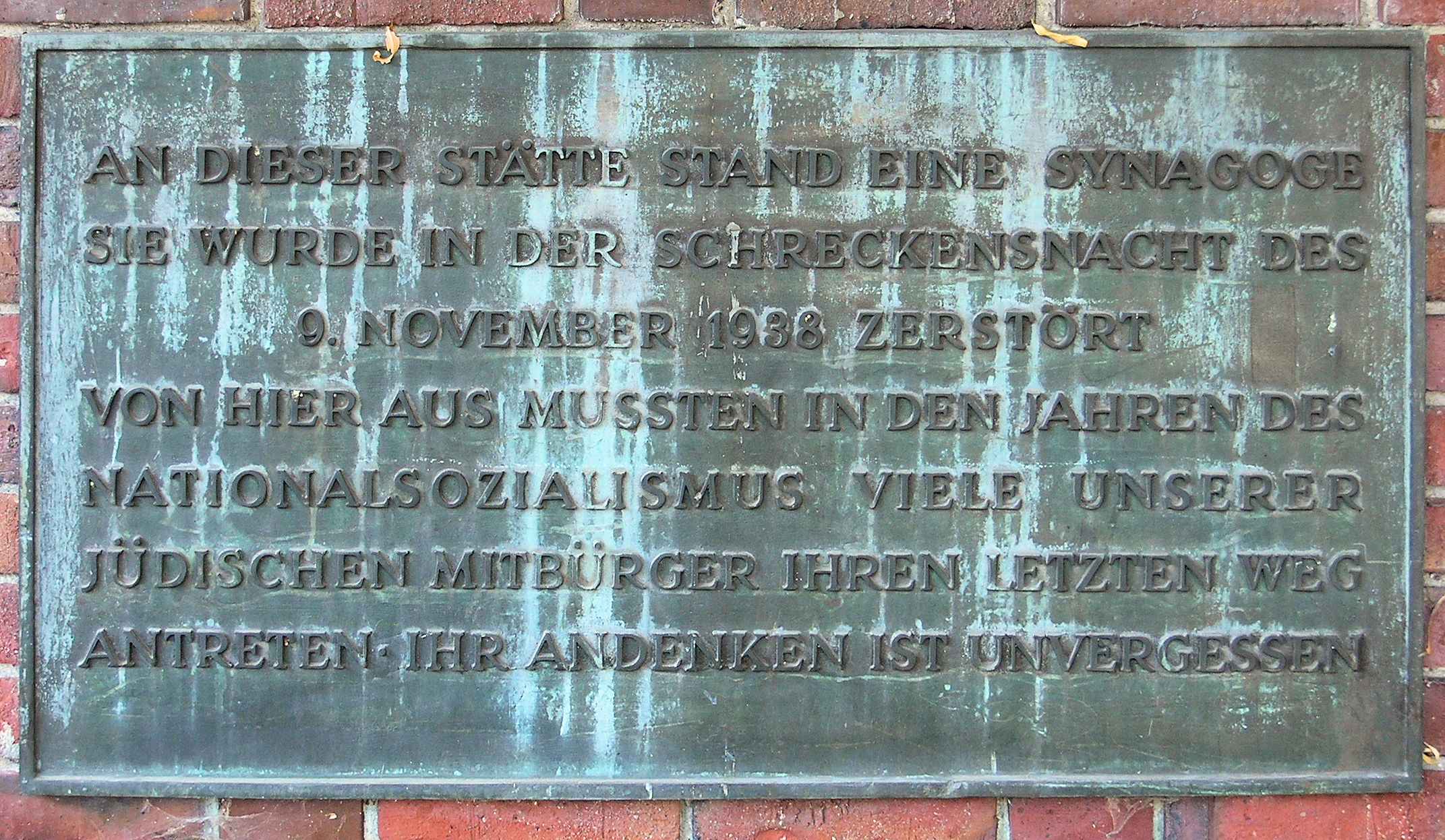
Gedenktafel von 1960

Im Jahr 1988 wurde der Entwurf für das Mahnmal Flammenwand an der Stelle der ehemaligen Synagoge von Jürgen Wenzel, Peter Herbich und Theseus Bappert umgesetzt. Die Künstler gestalteten eine Rampe und einen Waggon mit Figurationen, die in Eisen geschnürte „Menschenpakete“ abstrakt darstellen. Ein zusätzlich angebrachtes gusseisernes Relief zeigt alle 36 Berliner Vereins- und Gemeindesynagogen. Dies soll an die Zerstörung der vielfältigen jüdischen Kultur in Berlin erinnern. Die dahinter in den Himmel ragende Schrifttafel, auf der alle Osttransporte verzeichnet sind, die ab Oktober 1941 bis März/April 1945 von Berlin abgingen, gedenkt der Deportierten.

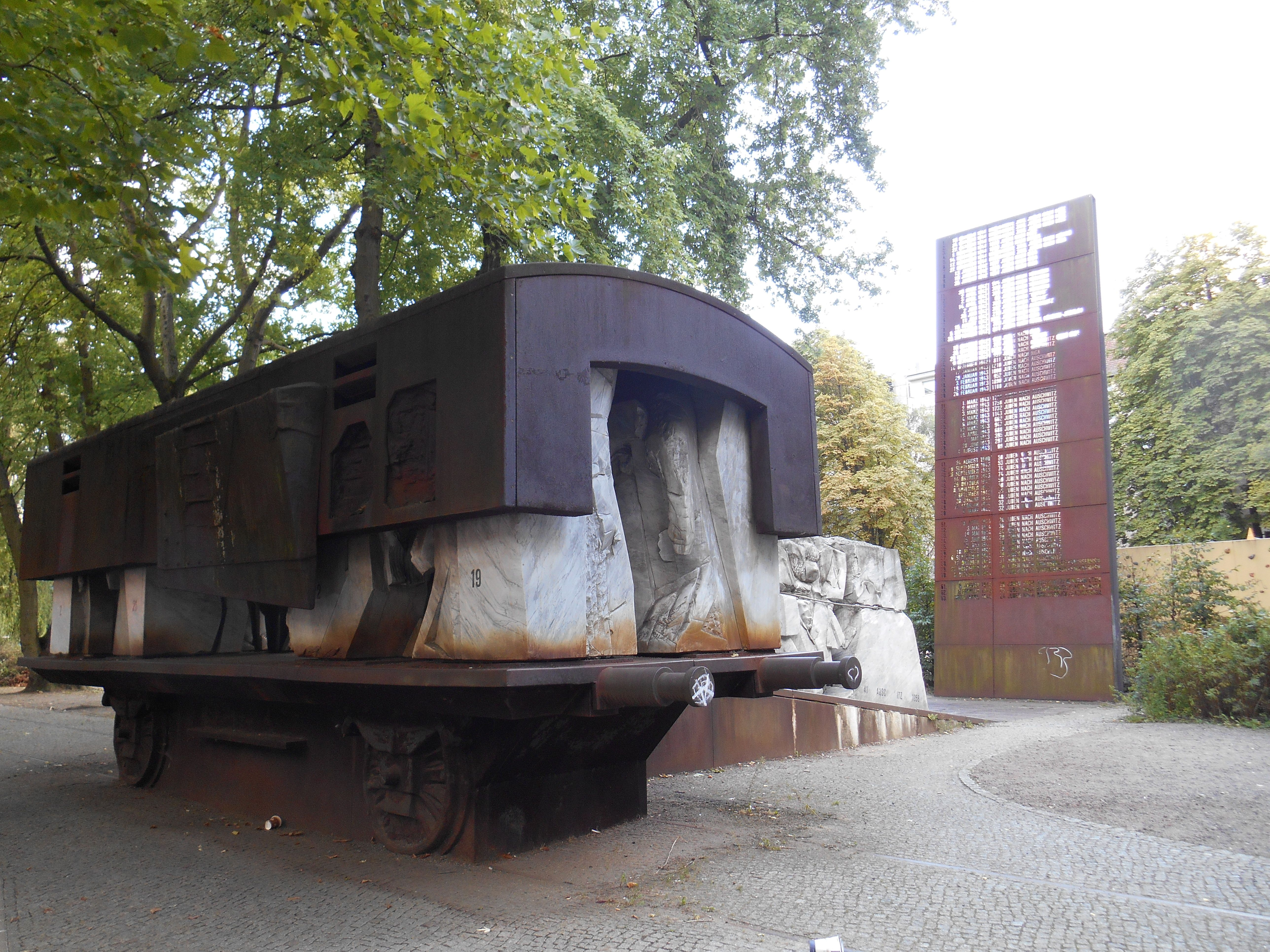
Mahnmal Flammenwand

Seit 1990 findet jedes Jahr am 9. November – dem Jahrestag der Novemberpogrome – eine Gedenkveranstaltung an dem Mahnmal statt, bei der auch jüdische Zeitzeugen über ihr Leben und Leiden unter der nationalsozialistischen Gewaltherrschaft berichten.
Als im Jahr 2019 bekannt wurde, dass das erhaltene benachbarte Wohnhaus einen neuen Fassadenanstrich erhalten sollte, organisierte eine in diesem Haus lebende Kunstlehrerin die Anbringung eines Wandbildes am freistehenden Giebel. Die Bewohner sammelten Geld und beauftragten eine Malerfirma mit der Ausführung der Arbeiten. Das Wandbild zeigt einen perspektivischen Blick auf den Portikus der Synagoge mit drei der ehemals vier Säulen. Darüber leuchtet schemenhaft ein Davidstern. Diese Darstellung verstärkt die Wirkung des Mahnmals und soll vor allem auch als „Ort des Lebens“ auf die Betrachter wirken.